# Округ Гудинг (Ајдахо)
Гудинг (енгл. Gooding County) је округ у америчкој савезној држави Ајдахо.

## Демографија
По попису из 2010. године број становника је 15.464, што је 1.309 (9,2%) становника више него 2000. године.
| Група             | 2000.          | 2010.          |
| Белци             | 11.373 (80,3%) | 10.758 (69,6%) |
| Афроамериканци    | 33 (0,2%)      | 37 (0,2%)      |
| Азијати           | 33 (0,2%)      | 72 (0,5%)      |
| Хиспаноамериканци | 2.414 (17,1%)  | 4.344 (28,1%)  |
| Укупно            | 14.155         | 15.464         |